# Михаил Младенов
Михаил (Миял) Младенов е български революционер, член на Вътрешната македоно-одринска революционна организация.

## Биография
Роден е в Тетово в патриотично семейство. Баща му Младен Дальов е училищен и църковен настоятел дълги години в Тетовската българска община. Михаил Младенов влиза във ВМОРО. През 1905 година става директор на Тетовската прогимназия. След Тетовската афера на ВМОРО е хванат от турците да пренася бомби и осъден на 101 година затвор. Умира в 1904 година в Родос, където е заточен заради дейността си като български революционер.